# Municipio de Clay (condado de Clark)
El municipio de Clay (en inglés: Clay Township) es un municipio ubicado en el condado de Clark en el estado estadounidense de Misuri. En el año 2010 tenía una población de 378 habitantes y una densidad poblacional de 2,7 personas por km².

## Geografía
El municipio de Clay se encuentra ubicado en las coordenadas 40°19′19″N 91°32′14″O / 40.32194, -91.53722. Según la Oficina del Censo de los Estados Unidos, el municipio tiene una superficie total de 139.96 km², de la cual 138,76 km² corresponden a tierra firme y (0,86 %) 1,2 km² es agua.

## Demografía
Según el censo de 2010, había 378 personas residiendo en el municipio de Clay. La densidad de población era de 2,7 hab./km². De los 378 habitantes, el municipio de Clay estaba compuesto por el 99,74 % blancos y el 0,26 % eran de una mezcla de razas. Del total de la población el 0,26 % eran hispanos o latinos de cualquier raza.